# Giuseppe Castelli (Bischof)
Giuseppe Castelli (* 15. November 1871 in San Gillio; † 12. September 1943 in Novara) war ein italienischer römisch-katholischer Geistlicher und Bischof von Novara.

## Leben
Die Priesterweihe empfing Giuseppe Castelli am 8. Juni 1895. Er schloss 1904 das Studium der Theologie ab und wurde Pfarrer in Cuognè.
Am 9. Juli 1911 wurde er zum Bischof von Susa ernannt. Die Bischofsweihe spendete ihm am 28. Oktober desselben Jahres der Erzbischof von Turin, Agostino Kardinal Richelmy; Mitkonsekratoren waren die Turiner Weihbischöfe Costanzo Castrale und Angelo Bartolomasi. Am 21. Dezember 1920 wurde Giuseppe Castelli auf den Bischofssitz von Cuneo transferiert. Er wurde am 21. Oktober 1924 Bischof von Novara.
Giuseppe Castelli starb im Alter von 71 Jahren und wurde in der Kathedrale von Novara beigesetzt.